# Muhammad Saied al-Urfi

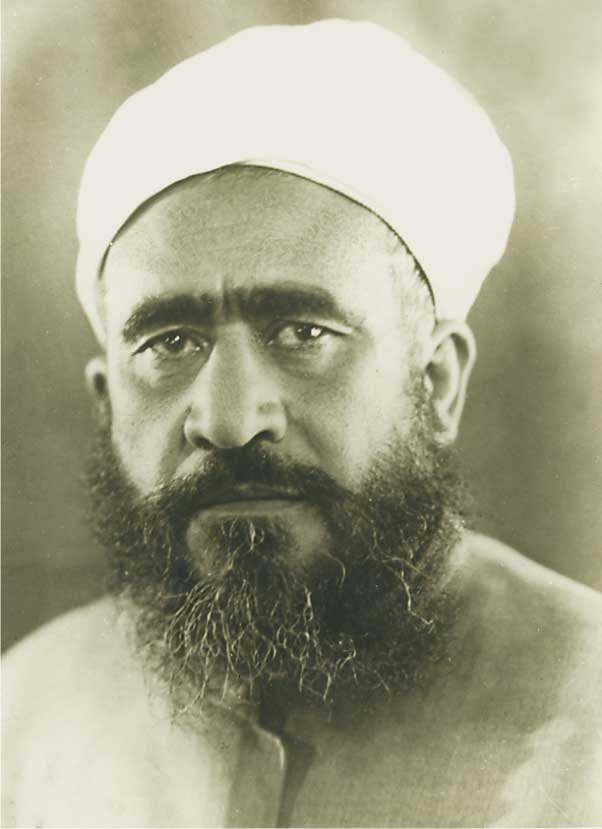
Muḥammad Saʿīd al-ʿUrfī

Mohammed Said Ahmed al-Urfi (arabisch محمد سعيد أحمد العرفي, DMG Muḥammad Saʿīd al-ʿUrfī; 1896–1956) war der Mufti von Deir ez-Zor und ihr Vertreter im syrischen Parlament.

## Leben
Scheich al-ʿUrfī wurde 1896 in der Stadt Deir ez-Zor in Syrien geboren und besuchte dort die Grundschule an der Rashidia-Schule. Er wurde von dem Mufti der Provinz al-Furat, und er wurde von Scheich Hussein Al-Azhari, Scheich Mohammed Al-Shehimi Al-Sharqawi, dem Scheich der Schafiiten in Ägypten, und Scheich Mohammed Al-Najdi an der Obersten Gelehrtenbehörde in Al-Azhar unterrichtet. Im Jahr 1924 wurde er Mitglied der Akademie für die arabische Sprache in Damaskus. Er erlernte die türkische, persische und indische Sprache und hatte Grundkenntnisse in Englisch und Französisch.

## Politische Aktivitäten
al-ʿUrfī war maßgeblich an der Gründung der nationalen Bewegung zur Bekämpfung der französischen Kolonialherrschaft beteiligt, zusammen mit Persönlichkeiten aus der Provinz Deir ez-Zor wie Mohammed Bak Al-Ayyash und Sheikh Thabit Azawi. Aufgrund seiner nationalen Standpunkte wurde er 1922 von den Franzosen nach Antakya und dann nach Ägypten verbannt. Im Jahr 1931 kehrte er nach Deir ez-Zor zurück.
Er war Mitglied des Arabischen Einheitskongresses, der 1922 in Mekka stattfand, und wurde 1936 als Abgeordneter für die Stadt Deir ez-Zor in das syrische Parlament gewählt. Er nahm auch an der Konferenz von Bloudan im Jahr 1937 teil, auf der die palästinensische Frage diskutiert wurde. Im Jahr 1939 wurde er zum Mufti der Provinz Deir ez-Zor ernannt und war 1938 Mitglied des Welt-Parlamentskongresses in Kairo.

## Sein Tod
Sheikh Mohammed Said al-Urfi starb im Jahr 1956 in der Stadt Deir ez-Zor und wurde dort beerdigt.
| Personendaten    | Personendaten            |
| ---------------- | ------------------------ |
| NAME             | Urfi, Muhammad Saied al- |
| ALTERNATIVNAMEN  | Urfi, Mohammed Saied al- |
| KURZBESCHREIBUNG | syrischer Mufti          |
| GEBURTSDATUM     | 1896                     |
| STERBEDATUM      | 1956                     |